# Леви, Герман
Герман Леви (нем. Hermann Levi, 7 ноября 1839, Гиссен — 13 мая 1900, Мюнхен) — немецкий оперный и симфонический дирижёр.

## Биография
Сын гиссенского раввина, Герман Леви получил музыкальное образование сначала в Мангейме, в 1852—1855 годах, у Винцента Лахнера, а затем, в 1855—1858 годах, в Лейпцигской консерватории. В 1859—1861 годах Леви был капельмейстером в Саарбрюккене, затем, до 1864 года, дирижёром немецкой оперы в Роттердаме, в 1864—1872 годах — придворным капельмейстером в Карлсруэ. Здесь Герман Леви сблизился с Иоганнесом Брамсом и стал одним из лучших исполнителей его сочинений, в ряде случае — первым исполнителем.
В 1872 году Леви был приглашён в Мюнхен в качестве 1-го придворного капельмейстера, руководителя Королевской капеллы и Королевской оперы. Этот пост он занимал до 1896 года, когда по состоянию здоровья вынужден был уйти в отставку. В 1894 году, при либеральном принце-регенте Луитпольде, статус Леви был повышен до генеральмузикдиректора. В мюнхенский период Герман Леви приобрёл международную славу как оперный и симфонический дирижёр. Был членом мюнхенского объединения художников Аллотрия.

## Творчество
В разгоревшейся в 60-х годах полемике между сторонникам Брамса и сторонниками Вагнера Герман Леви пытался занять позицию «над схваткой»: он любил Брамса, но часто исполнял и Вагнера, особенно с тех пор, как стал придворным капельмейстером Людвига II Баварского; в Мюнхене Герману Леви нередко приходилось исполнять оперы Вагнера специально для короля. В 1882 году Леви дирижировал в Байройте премьерой последней оперы Вагнера «Парсифаль».

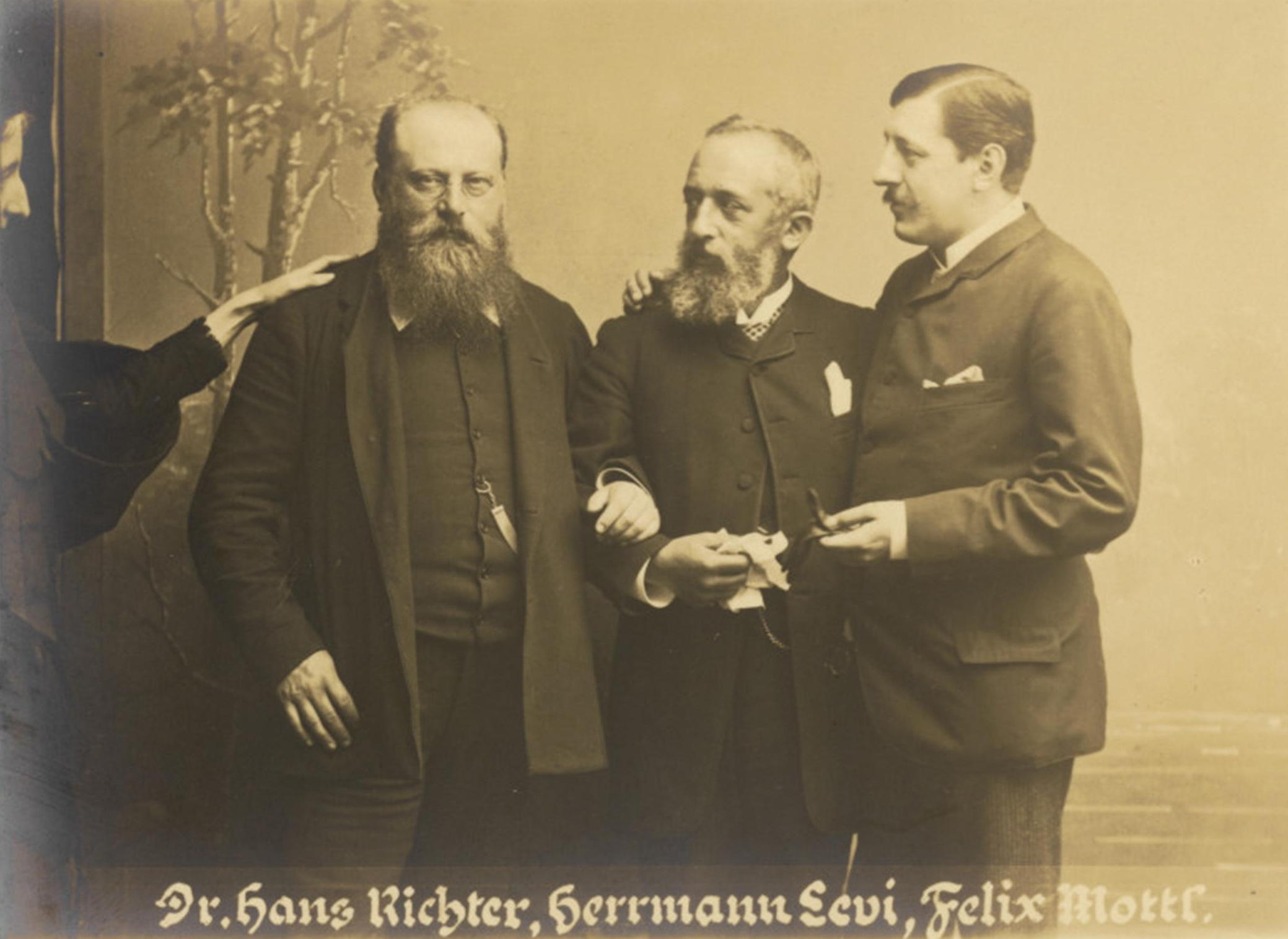
Ханс Рихтер, Герман Леви, Феликс Мотль

Брамс не разделял эту позицию и в конце концов в 1878 году разорвал отношения с дирижёром. Сам же Леви оставался верен бывшему другу и критикам композитора отвечал: «Он — единственный, кто сумел отринуть все земное, всю грязь и убожество жизни и воспарить к высотам духа, куда мы можем лишь заглянуть, не в силах взлететь вослед ему сами. Надо ли винить нас, если у нас при этом иной раз кружится голова?»
Добрую славу Герман Леви снискал себе не только как выдающийся дирижёр, в том числе интерпретатор сочинений В. А. Моцарта, но и как пропагандист творчества композиторов-современников, не всегда легко получавших признание у публики. Помимо Брамса, ему многим были обязаны Антон Брукнер, Петер Корнелиус, Энгельберт Хумпердинк и молодой Рихард Штраус, чью Симфонию d-moll Леви исполнил, когда композитору было всего 16 лет. Под его руководством состоялись немецкие премьеры опер «Бенвенуто Челлини» и «Троянцы» Гектора Берлиоза.
«Как высоко стояло искусство Германа Леви, — писал Феликс Вайнгартнер, — слушатели… могли понять только позднее, когда Леви уже не дирижировал».